# Ballószög
Ballószög község Bács-Kiskun vármegyében, a Kecskeméti járásban.

## Fekvése
A Kiskunsági-homokhátságon fekszik Kecskeméttől 10 kilométerre délnyugatra. A szomszédos települések: észak felől Hetényegyháza, északkelet felől Kadafalva (mindkettő Kecskemét külterületi városrésze), délkelet felől Helvécia, délnyugat felől Ágasegyháza, nyugat felől Fülöpháza, északnyugat felől pedig Kerekegyháza.

### Megközelítése
Határszélét északon az 52-es főút és az 5301-es út is érinti. Központja az 53 101-es mellékúton érhető el.
2007-ig a Fülöpszállás–Kecskemét-vasútvonal is érintette, de ezen a vonalon 2007. március 4-én megszűnt a személyforgalom.

## Története
Legrégibb írásos említése a 14. századból maradt fenn Ballóság néven.  Ekkor már temploma is volt. A török hódoltság idején a település kihalt, a túlélők az időközben jelentősebbé vált Kecskemétre menekültek. Sokáig pusztaság állt a helyén, Kecskeméthez tartozott, a város itt tartotta állatait.
A 19. század elején a futóhomokossá váló területeket erdősítették, és szőlőt telepítettek.
Az 1848–49-es forradalom és szabadságharc alatt Kossuth Lajos toborzókörútjának hatására mintegy négyezren csatlakoztak a környékről a szabadságharcosokhoz.
A kiegyezés idejére a szabadabbá váló gazdálkodás hatására a lakosságnak már 35%-a külterületen élt. Ebben az időben alapozták meg a mai termelési módokat.
1954-ben a község elszakadt Kecskeméttől és önálló településsé vált.
2001-ben 3 lakosa német, 1 román, 1 szlovén és 1 ukrán nemzetiségűnek vallotta magát, a többiek magyarnak.

## Közélete

### Polgármesterei
- 1990–1992: Máté Lászlóné (független)[3]
- 1992–1994: Gáspár István Ferenc
- 1994–1998: Máté Lászlóné (független)[4]
- 1998–2002: Máté Lászlóné (független)[5]
- 2002–2006: Katona Imre (Fidesz-MDF-Polgári Egylet)[6]
- 2006–2008: Katona Imre (Fidesz-KDNP-KPE)[7]
- 2008–2010: Katona Imre (Fidesz-KDNP)[8]
- 2010–2014: Katona Imre (Fidesz)[9]
- 2014–2019: Somogyi Lajos (független)[10]
- 2019–2024: Somogyi Lajos (független)[11]
- 2024– : Somogyi Lajos (független)[1]

A településen 2008. szeptember 28-án időközi polgármester-választást (és képviselő-testületi választást) tartottak, az előző képviselő-testület önfeloszlatása miatt. A három polgármesterjelölt között az addigi településvezető is elindult a posztért, és meg is nyerte a választást.

## Népesség
A település népességének változása 1900-tól:
A 2011-es népszámlálás során a lakosok 87%-a magyarnak, 0,3% cigánynak, 0,7% németnek, 0,4% románnak mondta magát (12,7% nem nyilatkozott; a kettős identitások miatt a végösszeg nagyobb lehet 100%-nál). A vallási megoszlás a következő volt: római katolikus 45,5%, református 9,6%, evangélikus 1%, felekezeten kívüli 15% (27,3% nem nyilatkozott).
2022-ben a lakosság 88,6%-a vallotta magát magyarnak, 0,8% németnek, 0,3% románnak, 0,2% cigánynak, 0,1% horvátnak, 2,3% egyéb, nem hazai nemzetiségűnek (11,3% nem nyilatkozott; a kettős identitások miatt a végösszeg nagyobb lehet 100%-nál). Vallásuk szerint 33,1% volt római katolikus, 8,1% református, 0,9% evangélikus, 0,4% görög katolikus, 1% egyéb keresztény, 1,4% egyéb katolikus, 13,7% felekezeten kívüli (41,2% nem válaszolt).

## Turizmus
Az Aranykor Wellness Termálfürdő felszínre érő termálvízének hőfoka 38 °C. Jótékony hatást gyakorol az ízületi (reumatikus) és nőgyógyászati panaszokra. Három medence és sok más szolgáltatás üzemel.

## Képgaléria

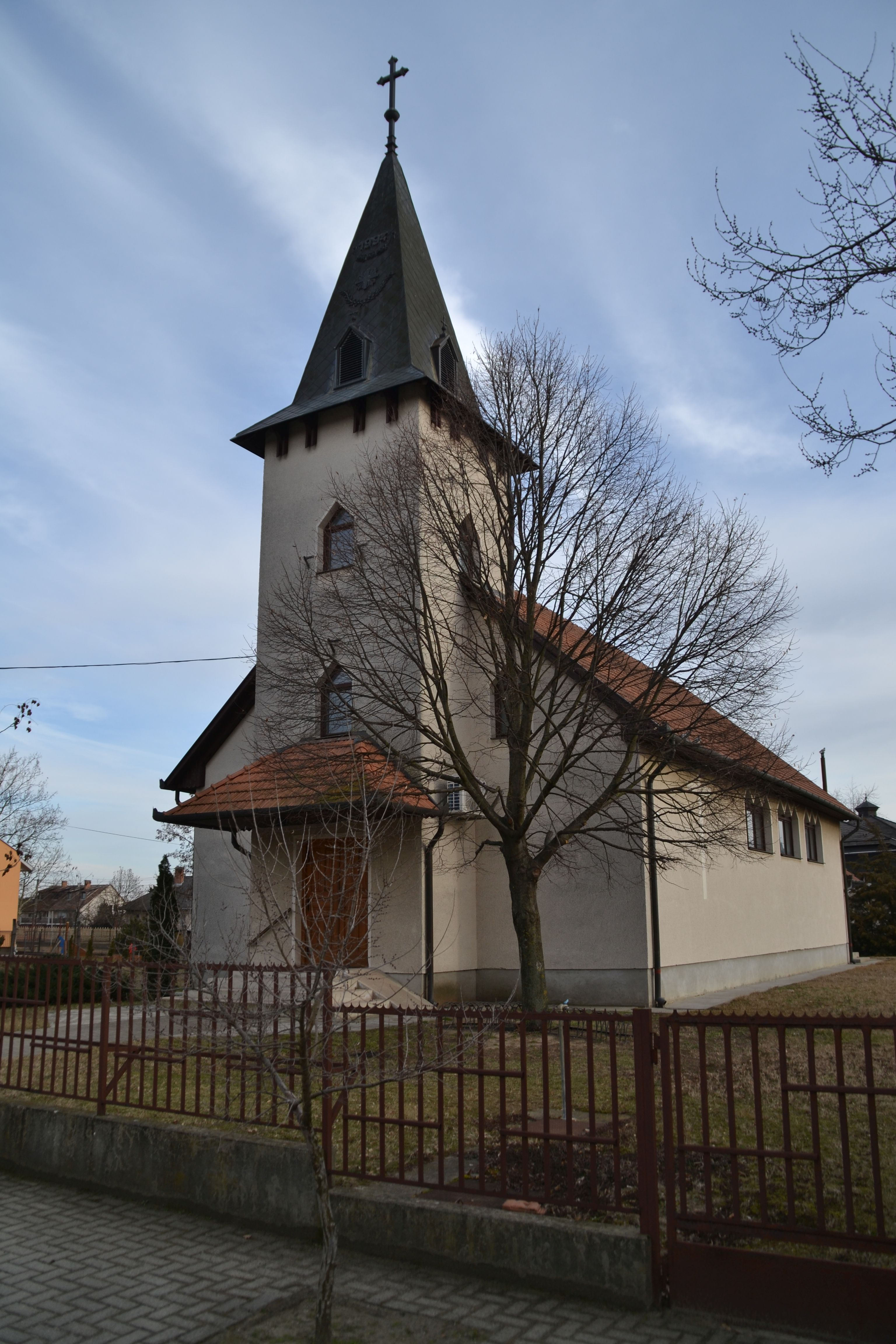
Fatimai Szent Szűz temploma
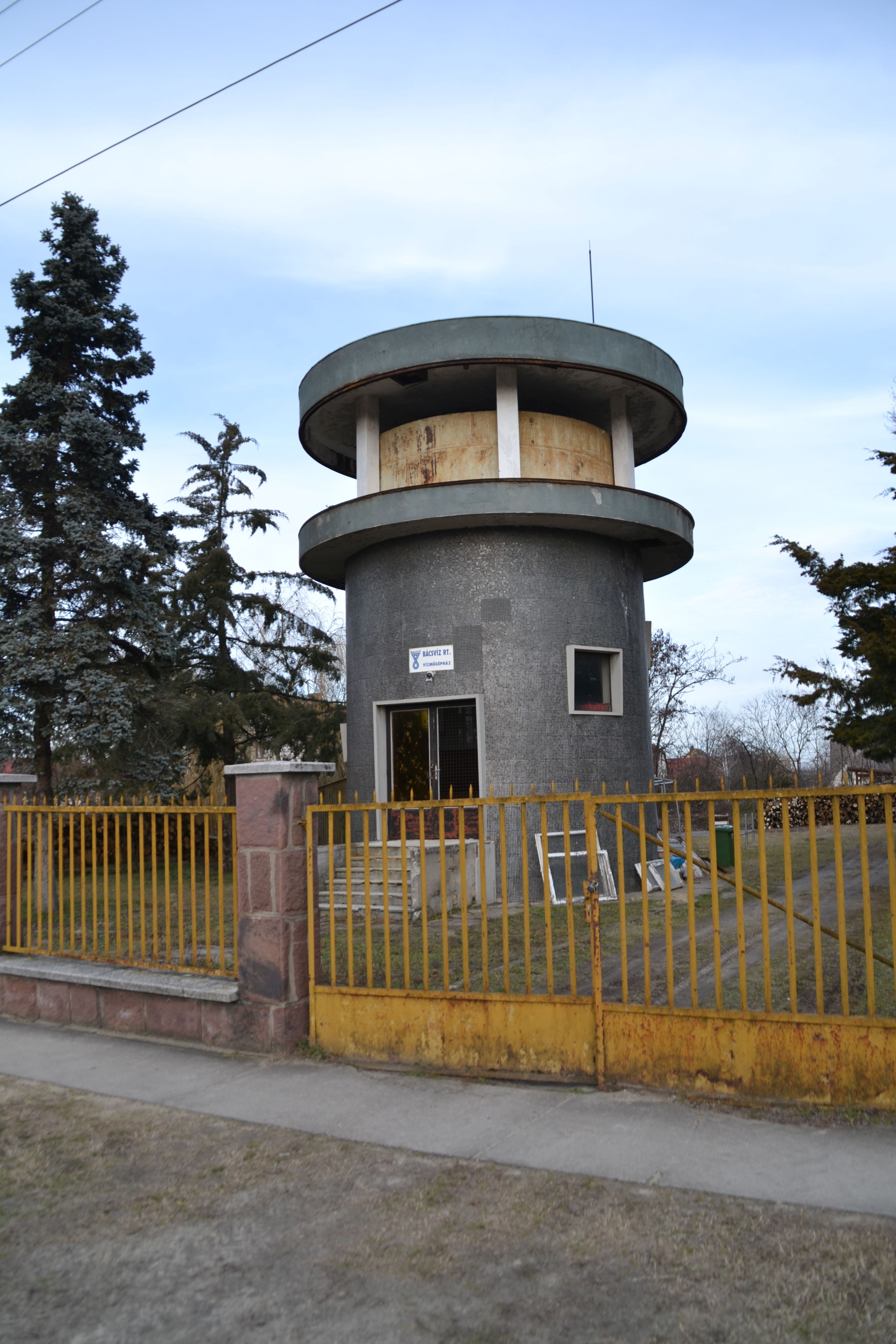
A régi víztorony
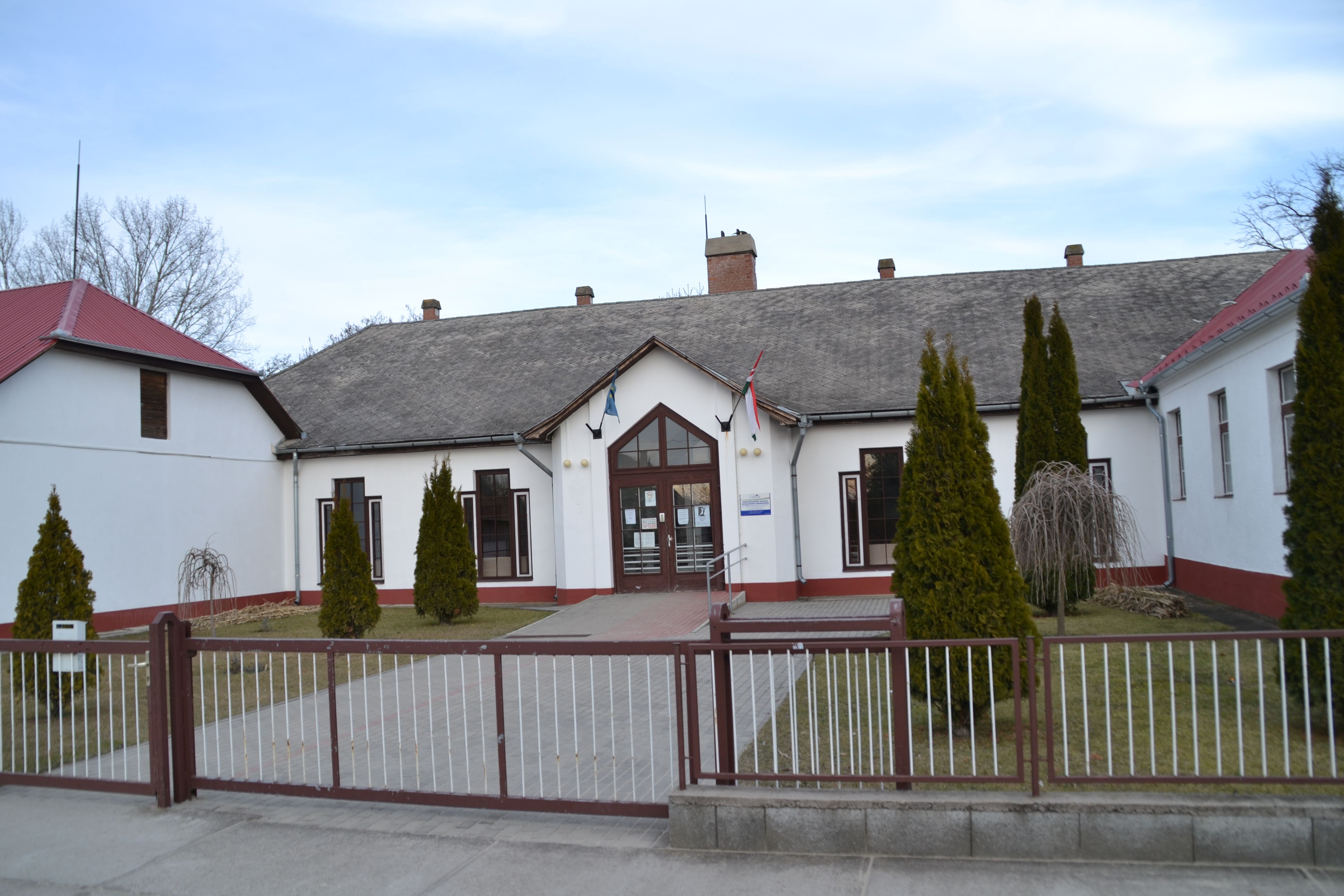
Kossuth Lajos Általános Iskola

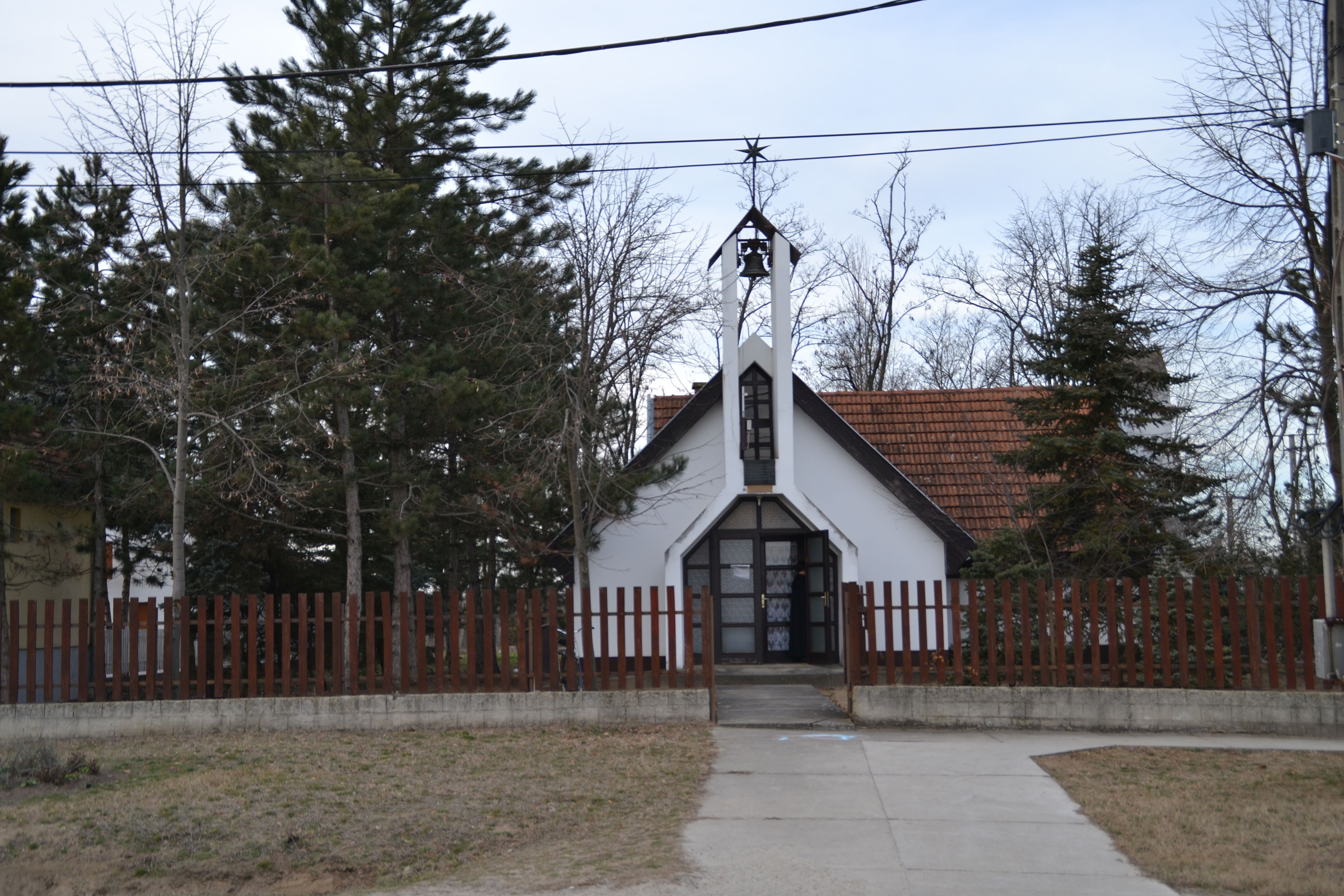
A református templom
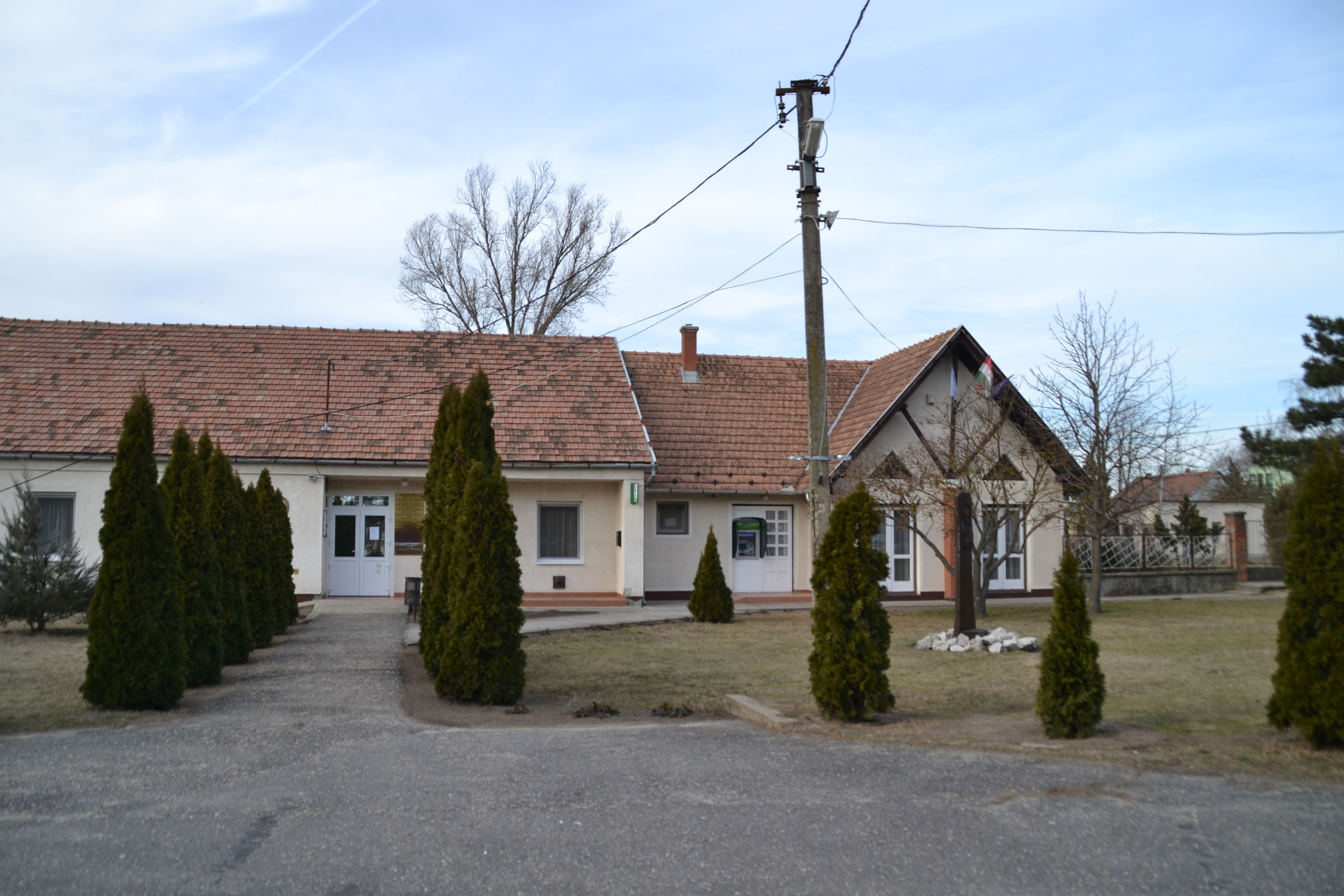
A polgármesteri hivatal
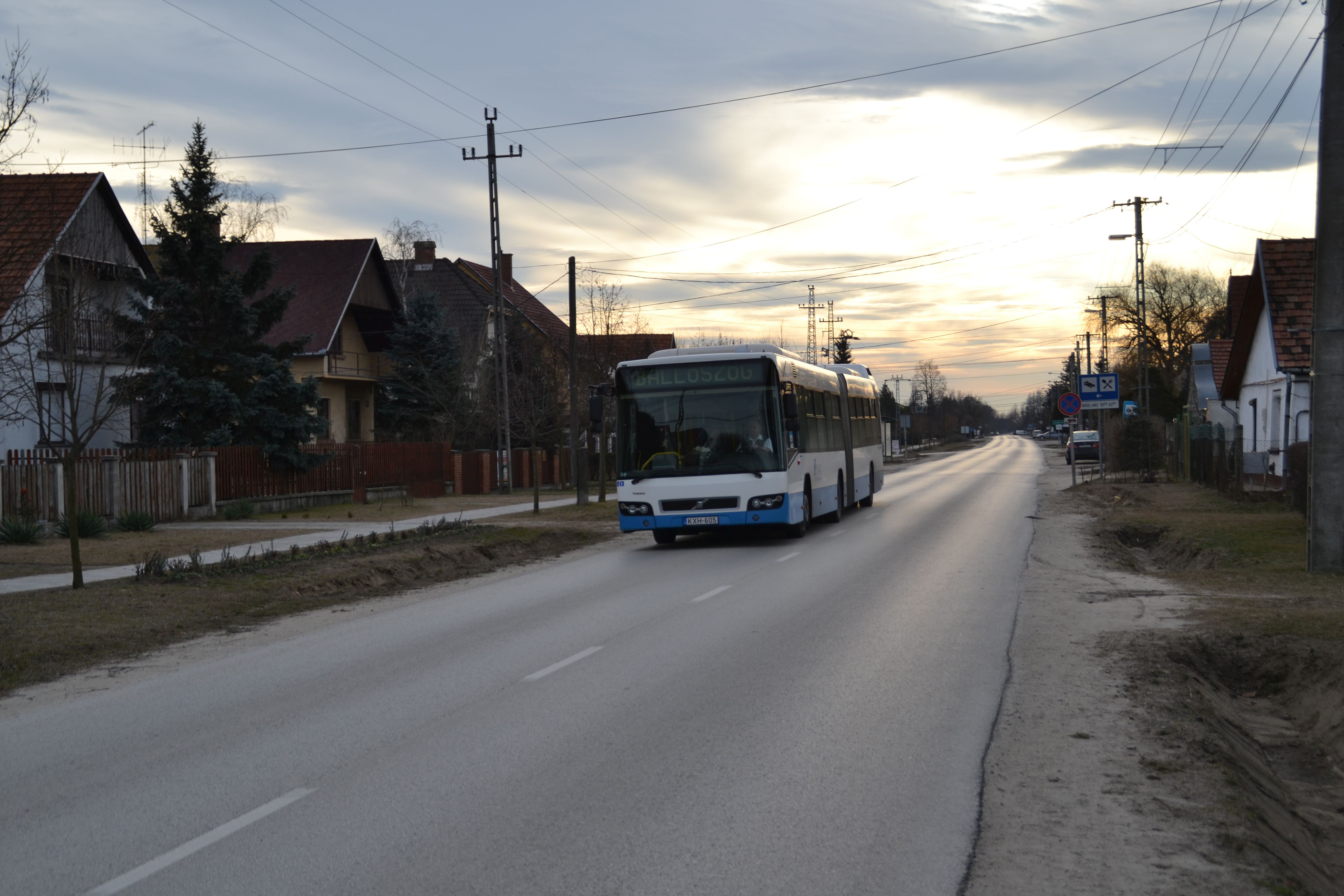
Egy ballószögi helyközi autóbusz

## Itt születtek, itt éltek
- Itt hunyt el Dudás Rudolf (1924 január 04. Szabadszállás – Ballószög, 2012. május 24.) összehasonlító nyelvész, östörténet-kutató.